# Zdeněk Švestka
Zdeněk Švestka (30 de septiembre de 1925 - 2 de marzo de 2013) fue un astrónomo checo. Durante varias décadas fue el principal experto mundial en erupciones solares. Estudió matemáticas y física en la Universidad Carolina de Praga hasta graduarse en 1948. Junto con Cornelis de Jager fue cofundador y editor de la revista Solar Physics. Durante 38 años, desde la creación de la revista en 1967 hasta su jubilación en 2005, manejó todos los artículos sobre erupciones solares, mientras De Jager se ocupaba de todo lo demás. El planeta menor 17805 Švestka lleva su nombre.